# 林幹人
林 幹人（はやし みきと、1951年（昭和26年）6月10日 - ）は、北海道出身の刑法学者。特に共犯論、責任論を研究。上智大学名誉教授。

## 学歴
1975年（昭和50年）東京大学法学部卒業。

## 職歴
東京大学法学部助手を経て、上智大学法学部法律学科助教授に着任。同教授を経て2016年同定年退職。学習院大学法科大学院教授。2022年同定年退職。

## 著書
- 『刑法総論』（東京大学出版会、2000年）
- 『刑法各論』（東京大学出版会、1999年）
- 『刑法の基礎理論』（東京大学出版会、1995年）
- 『刑法の現代的課題』（有斐閣、1991年）
- 『現代の経済犯罪―その法的規制の研究』（弘文堂、1989年）
- 『財産犯の保護法益』（東京大学出版会、1984年）

## 注
1. ↑  『北海道人物・人材リスト　2004　なーわ』（日外アソシエーツ編集・発行、2003年）p1715
2. ↑  『北海道人物・人材リスト　2004　なーわ』（日外アソシエーツ編集・発行、2003年）p1715
3. ↑  以上につき『北海道人物・人材リスト　2004　なーわ』（日外アソシエーツ編集・発行、2003年）p1715